# San Lorenzo Axocomanitla
San Lorenzo Axocomanitla es una localidad ubicada en el estado de Tlaxcala. Es cabecera del municipio de San Lorenzo Axocomanitla.